# Jurgen van den Goorbergh
Pas d'image ? Cliquez ici
Jurgen van den Goorbergh (né le 12 décembre 1969 à Bréda) est un pilote de moto  néerlandais aussi connu sous le nom du hollandais volant.
Son frère Patrick est lui aussi un pilote de vitesse moto.
Il a commencé sa carrière de Grand Prix moto en 1991 dans la catégorie 250 cm3. En 1997, il monta dans la catégorie 500 cm3 sponsorisé Honda et courut pour Motorrad- und Zweiradwerk pour le Championnat du monde de vitesse moto 1999 et 2001. En 2001, il courut pour l'équipe Kenny Roberts- Proton. De 2003 à 2005, il a participé au Championnat du monde de Supersport. Il est considéré comme un expert sur route mouillée. En 2005, Il remplaça Makoto Tamada, alors blessé, lors du Grand Prix moto de Chine sur le circuit international de Shanghai. Il commença en 19e position et finit 6e pour l'équipe Konica Minolta - Honda.
En 2006 et 2007, van den Goorbergh n'a pas couru au sein d'une équipe mais il a testé des pneus MotoGP pour Michelin. Il a également couru des championnats d'enduro européens, des championnats de Trial néerlandais et des compétitions de supermotard. Il a participé pour la première fois en 2009 au Rallye Dakar.

## Carrière en Grand Prix
| Année | Cat.    | Équipe              | Moto      | GP | Vict. | Podiums | Poles | Mtour | Pts | Position |
| ----- | ------- | ------------------- | --------- | -- | ----- | ------- | ----- | ----- | --- | -------- |
| 1991  | 250 cm³ |                     | Aprilia   | 3  | 0     | 0       | 0     | 0     | 2   | 37e      |
| 1992  | 250 cm³ |                     | Aprilia   | 13 | 0     | 0       | 0     | 0     | 2   | 25e      |
| 1993  | 250 cm³ |                     | Aprilia   | 13 | 0     | 0       | 0     | 0     | 1   | 32e      |
| 1994  | 250 cm³ |                     | Aprilia   | 14 | 0     | 0       | 0     | 0     | 24  | 17e      |
| 1995  | 250 cm³ |                     | Honda     | 13 | 0     | 0       | 0     | 0     | 50  | 12e      |
| 1996  | 250 cm³ |                     | Honda     | 15 | 0     | 0       | 0     | 0     | 56  | 11e      |
| 1997  | 500 cm³ | Millar MQP          | Honda     | 15 | 0     | 0       | 0     | 0     | 29  | 19e      |
| 1998  | 500 cm³ | Dee Cee Jeans       | Honda     | 14 | 0     | 0       | 0     | 0     | 40  | 15e      |
| 1999  | 250 cm³ | Biland GP1 MuZ      | Muz Weber | 16 | 0     | 0       | 2     | 0     | 40  | 16e      |
| 2000  | 500 cm³ | TSR-Honda           | TSR-Honda | 16 | 0     | 0       | 0     | 0     | 85  | 13e      |
| 2001  | 500 cm³ | Proton-Team Roberts | Proton KR | 15 | 0     | 0       | 0     | 0     | 65  | 13e      |
| 2002  | MotoGP  | Kanemoto            | Honda     | 16 | 0     | 0       | 0     | 0     | 60  | 20e      |
| 2005  | MotoGP  | JiR                 | Honda     | 2  | 0     | 0       | 0     | 0     | 12  | 20e      |

## Rallye Dakar
Résultats au Rallye Dakar,
- 2009 : 17e en catégorie moto sur Honda
- 2010 : Abandon en catégorie auto sur buggy
- 2011 : Abandon en catégorie auto sur buggy
- 2012 : 63e en catégorie auto sur buggy
- 2013 : 67e en catégorie auto sur buggy
- 2014 : 37e en catégorie camion (copilote de Kees Koolen) sur GINAF
- 2015 : 31e en catégorie moto sur KTM
- 2016 : 31e en catégorie moto sur KTM
- 2017 : Abandon à la 4e étape en catégorie moto sur KTM
- 2018 : 41e en catégorie moto sur KTM
- 2020 : 17e en catégorie SSV (copilote de Kees Koolen) sur Can-Am Maverik X3
- 2021 : 6e en catégorie SSV (copilote de Kees Koolen) sur Can-Am